# Contrat zéro heure
Le contrat zéro heure (Zero-hour contract) est un type de contrat de travail. Il s'est développé dans l'Union européenne, comme au Royaume-Uni et en France (contrat de vacation à l'université ou contrat « à la tâche » des correcteurs à domicile, dans l'édition par exemple). Sa caractéristique principale est que l'employeur ne mentionne dans le contrat aucune indication d'horaires ou de durée minimum de travail. Le salarié est rémunéré uniquement pour les heures travaillées, et doit pouvoir se rendre disponible à n'importe quel moment de la journée.
En 2015, au Royaume-Uni, on recense environ 1,5 million de contrats avec quelques heures par mois et 1,3 million de plus sans aucune heure travaillée. Plus d'un employeur sur dix y a recours dans le pays.

## Histoire
Les contrats zéro heure existent depuis longtemps. McDonald's les a utilisés dès 1974. Au Royaume-Uni les lois de 1996 (en) et 1998 (en) ont clarifié leur application.
Depuis 2008 et l'aggravation de la situation économique, le phénomène prend une ampleur considérable.
De nombreuses grandes entreprises les utilisent dans le pays, par exemple McDonald's (90 % de ses 83 000 emplois au Royaume-Uni), Subway, Burger King, Domino's Pizza (90 % de ses 23 000 emplois), Sports Direct (90 % de ses contrats, soit 20 000 personnes) ou encore Tesco.
Cependant, Cineworld a fait l'objet d'un examen minutieux pour continuer à utiliser le format contractuel, les manifestations du salaire vital au Ritzy Cinema de Londres étant particulièrement importantes.
Des collectivités locales se servent également de ces contrats, notamment pour l'accueil du public ou l'assistance aux personnes âgées.
Les contrats zéro heure touchent tous les types d'emplois, y compris les plus qualifiés. Le secteur de la santé par exemple en compte plus de 160 000 : les hôpitaux ont créé des « banques » de travailleurs (anesthésistes, radiologues, etc.) qui travaillent en rotation dans différents établissements.
Il arrive parfois que les contrats soient rapidement interrompus prématurément, n'étant signés par l'entreprise que dans l'optique de percevoir la prime gouvernementale de 1 500 livres versée pour l’embauche de chômeurs de longue durée.
En mars 2016, le parlement de Nouvelle-Zélande adopte à l'unanimité une interdiction des contrats zéro heure.

## Caractéristiques
Pensé pour promouvoir la flexibilité du marché du travail, le contrat zéro heure prévoit que le salarié se rende disponible à n'importe quel moment de la journée. De son côté, l'employeur n'est pas tenu de garantir une durée de travail minimum.
Dans ce type de contrat de travail, le rapport de force économique profite à l'employeur, puisqu'il associe toutes les contraintes et exigences liées au principe de subordination qui caractérise le contrat de travail pour le salarié, et les avantages du statut de prestataire de service de fait pour l'employeur. Il ne l'oblige pas à fixer un temps de travail minimal et un salaire minimum. L'employé lui doit s'engager à être disponible pour travailler selon les besoins de son employeur. Il n'est bien souvent averti du travail qu'il doit effectuer que quelques heures avant sa prise de service. Il pourrait théoriquement refuser les heures de travail proposées. Seules les heures travaillées sont rémunérées.
Le nombre d'heures rémunérées étant très variable, les travailleurs ne peuvent pas prévoir un budget mensuel précis ou organiser leur emploi du temps.